# Quinten Hermans
Quinten Hermans, né à Turnhout (Belgique) le 29 juillet 1995, est un coureur cycliste belge, spécialiste du cyclo-cross, membre des équipes Alpecin-Deceuninck sur route et Tormans Cyclo Cross en cyclo-cross. Il a notamment terminé deuxième du championnat d'Europe de cyclo-cross en 2021 et deuxième de Liège-Bastogne-Liège en 2022.

## Biographie
Quinten Hermans commence sa carrière de cycliste en pratiquant le cyclo-cross. En 2010 et 2011, il est champion de Belgique chez les débutants. Pendant la saison estivale, il est également actif sur la route et en VTT. En 2013, il est notamment champion de Belgique de cross-country VTT juniors (17/18 ans). 

### 2014-2019: Telenet-Fidea
Entre 2014 et 2019, il est membre de l'équipe Telenet-Fidea. En 2016, il redevient champion de Belgique de cyclo-cross, cette fois chez les espoirs (moins de 23 ans). De plus, il est également double  champion d'Europe de cyclo-cross espoirs en 2015 et 2016. Toujours chez les espoirs, il remporte les classements généraux du Trophée Banque Bpost (en 2015-2016) et du Superprestige (en 2016-2017). En 2016, il est aussi deuxième de la Coupe du monde de cyclo-cross espoirs et médaillé de bronze du championnat du monde de cyclo-cross espoirs.
En 2017, il s'illustre pour la première fois en tant que cycliste sur route, avec une neuvième place au classement des jeunes du Tour de Wallonie et une 14e place lors de la Flèche de Heist. Pour son passage chez les élites lors de la saison de cyclo-cross 2017-2018, il remporte une manche de l'EKZ CrossTour à Meilen. À partir de cette période, il décide également de courir plus sur route. En 2018, il gagne une étape du Tour de Haute-Autriche et se classe troisième de l'Internationale Wielertrofee Jong Maar Moedig. Lors du Tour de Wallonie, il remporte la quatrième étape et prend la deuxième place du général dans le même temps que le lauréat Tim Wellens.
En 2019, il remporte les trois premières étapes, ainsi que le classement général et par points de la Flèche du Sud. Il est également troisième d'À travers le Hageland et septième du Tour de Wallonie.

### 2020-2022: Wanty-Gobert
Pour la saison 2020, il rejoint l'UCI ProTeam Circus-Wanty Gobert et en même temps l'équipe Tormans Cyclo Cross pour les courses de cyclo-cross. Il débute lors du Critérium du Dauphiné, mais doit abandonner après la première étape. Cette année-là, il court également les Strade Bianche, qu'il ne réussit pas à terminer.
En 2021, son équipe est renommée Intermarché-Wanty-Gobert Matériaux et intègre le World Tour. Il se montre performant sur les classiques ardennaises : 14e de la Flèche wallonne et 20e de l'Amstel Gold Race. En mai, il participe au Tour d'Italie, son premier grand tour, où il est cinquième de la 15e étape. Le 13 octobre, il remporte la deuxième manche de la Coupe du monde de cyclo-cross à Fayetteville. Il s'agit de son premier succès sur une manche de Coupe du monde. Trois semaines plus tard, il est vice-champion d'Europe de cyclo-cross derrière Lars van der Haar. 
Fin janvier 2022, il est testé positif au covid-19 et doit déclarer forfait pour les mondiaux de cyclo-cross (disputés sur le même parcours de sa victoire en Coupe du monde à Fayetteville) à son grand désarroi. Le 24 avril, il crée la surprise en terminant deuxième de Liège-Bastogne-Liège à l'issue d'un sprint où il devance Wout van Aert. Il s'agit de son premier podium sur un des Monuments du cyclisme. Il décroche ensuite plusieurs tops 10 sur le Tour de Romandie et le Tour du Limbourg. En juin, il remporte la quatrième étape du Tour de Belgique et termine troisième du général. Alors qu'il est en discussion pour rejoindre l'équipe Alpecin-Deceuninck de Mathieu van der Poel, il n'est pas retenu pour participer au Tour de France avec son équipe actuelle Intermarché-Wanty-Gobert, ce qui entraine sa mécompréhension. En août, il est huitième de l'Arctic Race of Norway et troisième de la Cyclassics Hamburg derrière Marco Haller et Wout Van Aert.

### Depuis 2023: Alpecin-Deceuninck
Hermans rejoint Alpecin-Deceuninck à partir de 2023 pour trois saisons. Après une saison 2023 décevante et dépourvue de succès, il renoue avec la victoire lors de la 3e étape du Tour du Pays basque 2024 à Altsasu qu'il remporte au sprint, son premier succès sur une course de l'UCI World Tour. Il est à cette occasion le premier belge à remporter une étape sur cette épreuve depuis Johan Bruyneel en 1991.

## Palmarès en cyclo-cross
- 2009-2010
  -  Champion de Belgique débutants 1re année
  - Patattencross débutants, Nossegem
- 2010-2011
  -  Champion de Belgique débutants 2e année
- 2011-2012
  - Grand Prix Möbel Alvisse juniors, Leudelange
  - 3e du championnat de Belgique de cyclo-cross juniors
  - 4e du championnat du monde de cyclo-cross juniors
  - 10e de la Coupe du monde juniors
- 2012-2013
  - 2e du championnat de Belgique de cyclo-cross juniors
  - 5e de la Coupe du monde juniors
  - 8e du championnat du monde de cyclo-cross juniors
  - 9e du championnat d'Europe de cyclo-cross juniors
- 2014-2015
  - 3e du championnat de Belgique de cyclo-cross espoirs
  - 9e du championnat du monde de cyclo-cross espoirs
- 2015-2016
  -  Champion d'Europe de cyclo-cross espoirs
  - Coupe du monde espoirs #6, Hoogerheide
  - Superprestige espoirs #6, Diegem
  - Classement du Trophée Banque Bpost espoirs
    - Trophée Banque Bpost espoirs #2, Audenarde
    - Trophée Banque Bpost espoirs #4, Essen
    - Trophée Banque Bpost espoirs #5, Anvers
    - Trophée Banque Bpost espoirs #7, Baal

  - 2e de la Coupe du monde espoirs
  -  Médaillé de bronze du championnat du monde de cyclo-cross espoirs
- 2016-2017
  -  Champion d'Europe de cyclo-cross espoirs
  -  Champion de Belgique de cyclo-cross espoirs
  - Classement du Superprestige espoirs
    - Superprestige espoirs #2, Zonhoven
    - Superprestige espoirs #3, Ruddervoorde
    - Superprestige espoirs #5, Spa-Francorchamps
    - Superprestige espoirs #6, Diegem

  - Trophée des AP Assurances espoirs #3, Hamme
  - Trophée des AP Assurances espoirs #8, Lille
  - 2e du classement général de la Coupe du monde espoirs
  - 9e du championnat du monde de cyclo-cross espoirs
- 2017-2018
  - EKZ CrossTour #6, Meilen
- 2018-2019
  - Trek Cup, Waterloo
  - 7e du championnat du monde de cyclo-cross
  - 8e du championnat d'Europe de cyclo-cross
- 2019-2020
  - Ethias Cross - Beringen, Beringen
  - Ethias Cross - Essen, Essen
  - 6e du championnat d'Europe de cyclo-cross
  - 9e du championnat du monde de cyclo-cross
- 2020-2021
  - Ethias Cross - Grand Prix Eeklo, Eeklo
  - 8e du championnat d'Europe de cyclo-cross
  - 8e du championnat du monde de cyclo-cross
- 2021-2022
  - Coupe du monde de cyclo-cross #2, Fayetteville
  -  Médaillé d'argent du championnat d'Europe de cyclo-cross
  - 3e du championnat de Belgique de cyclo-cross
  - 4e de la Coupe du monde
- 2022-2023
  - Kermiscross, Ardoye

### Classements
| Épreuve / Édition        | 2017/2018 | 2018/2019 | 2019/2020 | 2020/2021 | 2021/2022 | 2022/2023 | 2023/2024 |
| Championnats du monde    | 11e       | 7e        | 9e        | 8e        | -         | -         |           |
| Coupe du monde           | 11e       | 5e        | 6e        | 5e        | 4e        | 26e       |           |
| Superprestige            | 6e        | 5e        | 5e        | 8e        | 4e        | 9e        |           |
| Trofee veldrijden        | -         | 19e       | 17e       | 5e        | 22e       | 20e       |           |
| Championnats d'Europe    | 11e       | 8e        | 6e        | 8e        | 2e        | Abd.      | -         |
| Championnats de Belgique | 10e       |           | 11e       | 7e        | 3e        | -         | 9e        |

## Palmarès sur route

### Par année
| - 2018 - 4e étape du Tour de Haute-Autriche - 4e étape du Tour de Wallonie - 2e du Tour de Wallonie - 3e de l'Internationale Wielertrofee Jong Maar Moedig - 2019 - Flèche du Sud : - Classement général - 1re et 2e étapes - Sinksenkoers Averbode - 3e d'À travers le Hageland | - 2022 - 4e étape du Tour de Belgique - 2e de Liège-Bastogne-Liège - 3e du Tour de Belgique - 3e de la Cyclassics Hamburg - 2023 - 3e de l'Antwerp Port Epic - 2024 - 3e étape du Tour du Pays basque |  |

### Résultats sur les grands tours

#### Tour de France
1 participation
- 2023 : 113e

#### Tour d'Italie
3 participations
- 2021 : 43e
- 2024 : 53e
- 2025 : 85e

#### Tour d'Espagne
1 participation
- 2024 : 80e

### Classements mondiaux
| Année                                 | 2017  | 2018 | 2019 | 2020  | 2021 | 2022 | 2023 | 2024 |
| ------------------------------------- | ----- | ---- | ---- | ----- | ---- | ---- | ---- | ---- |
| Classement mondial                    | 2333e | 291e | 419e | 1973e | 318e | 55e  | 314e | 137e |
| UCI Europe Tour                       | 1559e | 142e | 332e | 1441e | 267e | 46e  | nc   | 109e |
|                                       |       |      |      |       |      |      |      |      |
| Légende : nc = non classéSource : UCI |       |      |      |       |      |      |      |      |

## Palmarès en VTT
- 2013
  -  Champion de Belgique de cross-country juniors
  - Cross-country de Kessel juniors

## Palmarès en gravel
- Flandres 2024
  -  Médaillé de bronze des championnats du monde de gravel